# Ladislav Vácha
Ladislav Vácha (21. března 1899 Brno-Staré Brno – 28. června 1943 Louky nad Dřevnicí) byl český a československý gymnasta, člen Sokola, olympionik, který získal pět medailí z olympijských her. Zemřel po propuštění z vězení, kde byl kvůli svému zapojení do odboje podroben mučení ze strany gestapa. Je po něm pojmenována jedna ze zlínských ulic.
Byl účastníkem již OH 1920. V Paříži 1924 získal dvě bronzové medaile. O čtyři roky později v Amsterodamu získal dvě stříbra a jedno zlato.